# Elene Gedevanišviliová
Elene Gedevanišviliová (ელენე გედევანიშვილი, * 7. ledna 1990 Tbilisi) je gruzínská krasobruslařka-sólistka. Získala bronzovou medaili na mistrovství Evropy v krasobruslení 2010 a mistrovství Evropy v krasobruslení 2012, byla tak první reprezentantkou Gruzie, která se umístila na stupních vítězů na šampionátu pořádaném Mezinárodní bruslařskou unií. Je nositelkou gruzínského Řádu cti.
Od deseti let se připravovala v moskevském CSKA, jako třináctiletá se stala mistryní Gruzie, na mistrovství světa juniorů v krasobruslení 2005 skončila na pátém místě a o rok později byla pátá na seniorském mistrovství Evropy. V říjnu 2006 byla vypovězena z Ruska, protože úřady prohlásily pas její matky za neplatný, od té doby se připravuje v USA. Vyhrála Memoriál Karla Schäfera ve Vídni v roce 2007 a NRW Trophy 2009.
Pochází ze starého šlechtického rodu. Její mladší bratr Dimitri Gedevanišvili je reprezentantem Gruzie v alpském lyžování.

## Vyznamenání
- Řád cti – Gruzie, 2006 – za vysoké sportovní úspěchy

## Výsledky

### Olympijské hry
- 2006: 10. místo
- 2010: 14. místo
- 2014: 19. místo

### Mistrovství světa
- 2006: 14. místo
- 2007: 17. místo
- 2008: 20. místo
- 2009: 10. místo
- 2010: 18. místo
- 2011: 10. místo
- 2012: 10. místo
- 2013: 29. místo
- 2015: 22. místo

### Mistrovství Evropy
- 2006: 5. místo
- 2007: 8. místo
- 2008: 7. místo
- 2009: 25. místo
- 2010:	3. místo
- 2011:	8. místo
- 2012: 3. místo
- 2013:	14. místo
- 2014: 10. místo
- 2015:	23. místo